# Dąb Bartuś
Dąb Bartuś – dąb szypułkowy zlokalizowany na terenie Parku Narodowego „Bory Tucholskie”, na wschód od wsi Małe Swornegacie, w pobliżu jezior Płęsno i Kacze Oko, nad Strugą Siedmiu Jezior; od 1991 roku ma status pomnika przyrody.
Dąb posiada obwód 670 cm (lub 720 cm) i wysokość około 25 metrów. Jego wiek oceniany jest na 600 lat, ale może to być wartość przesadzona, gdyż dęby szypułkowe tej wielkości najczęściej nie przekraczają wieku 500 lat.
Polana pod dębem stanowi węzeł szlaków turystycznych.